# NGC 2862
NGC 2862 je galaksija u zviježđu Lavu.

## Vanjske poveznice
- SEDS: NGC 2862